# Млинка (Малопольське воєводство)
Млинка (пол. Młynka) — село в Польщі, у гміні Забежув Краківського повіту Малопольського воєводства.
Населення — 267 осіб (2011).
У 1975-1998 роках село належало до Краківського воєводства.

## Демографія
Демографічна структура станом на 31 березня 2011 року:
|          | Загалом | Допрацездатний вік | Працездатний вік | Постпрацездатний вік |
| -------- | ------- | ------------------ | ---------------- | -------------------- |
| Чоловіки | 122     | 32                 | 81               | 9                    |
| Жінки    | 145     | 21                 | 88               | 36                   |
| Разом    | 267     | 53                 | 169              | 45                   |